# Hicétas
Hicétas de Léontinoi (ou Hikétas, en grec ancien : Ἱκέτας) est un homme politique, ami de Dion de Syracuse, qui s’empara de la tyrannie chez les Léontins à l’aide de mercenaires. Il demeura le principal adversaire de Denys le Jeune, jusqu’à l’arrivée de Timoléon.

## Le personnage historique
En 344 av. J.-C., une flotte carthaginoise apparut devant Syracuse, et Hikétas songea à l’utiliser pour contraindre Denys à la fuite. Il s’empara de la ville basse, tandis que Denys s’enfermait dans la citadelle d’Ortygie. À l’automne 343, Hikétas fut vaincu et tué par Timoléon, cependant que Denys capitulait. Hikétas n’eut pas de défenseurs de sa mémoire : on lui reprocha sa duplicité, son alliance avec les Carthaginois, et la manière brutale dont il s’était débarrassé de la famille de Dion.
Il a pu être considéré parfois, à tort, comme un astronome et philosophe grec pythagoricien du IVe siècle av. J.-C., natif de Syracuse, actif vers 360 av. J.-C. Ainsi, selon le philologue August Böckh, Ecphantos aurait été son disciple. En réalité, on a reconnu depuis longtemps avec beaucoup de vraisemblance qu’Hikétas et Ecphantos n’étaient que de simples personnages du dialogue d’Héraclide du Pont, Sur les Pythagoriciens, dont la fiction a pu tromper Théophraste et les doxographes postérieurs. Mais il n’y a de nos jours aucune raison d’en faire ni un astronome ni un pythagoricien.

## Doctrine du pseudo-astronome
Comme à Ecphantos et à l’académicien Héraclide du Pont, on a prêté à Hikétas, qu'on a cru être astronome, la conception d’un mouvement journalier causé par la rotation de la Terre sur son axe. Il aurait été l’inventeur de l’hypothèse pythagoricienne de l’anti-Terre, selon Théophraste. Dans ses Académiques, Cicéron écrit d’après Théophraste que c’est Hikétas qui a découvert le mouvement de rotation de la Terre sur son axe : « la Terre tourne et pivote sur son axe à très grande vitesse » ; mais « le texte de Cicéron témoigne surtout de son ignorance astronomique », écrit Paul Tannery. Héraclide du Pont s’avisa, sur les incertitudes du texte des manuscrits du Timée de Platon, de soutenir que c’était la Terre qui se mouvait sur le cercle oblique du Zodiaque tournant à l’entour de son axe. Il pensait que la voûte céleste est fixe, et que seule la Terre est en mouvement et tourne autour de son axe ; ce mouvement expliquait selon lui l’illusion du mouvement de tous les astres.